# Karmos féreglábúak
A karmos féreglábúak  az ősszájúak (Protostomia) közé sorolt vedlő állatok (Ecdysozoa) egyik törzse mintegy 120 recens fajjal. Ezek valamennyien az őslégcsövesek, illetve bársonyférgek (Onychophora) osztályába tartoznak; fosszíliákból további két egykor élt osztályukat különítették el.
Az első ilyen állatot Costa Rica esőerdejének avarjában találták, és rácsodálkozó felfedezője „lépegető meztelencsigához” hasonlította.

## Származásuk, elterjedésük
A legutóbbi időkig egy törzsben szerepeltek a medveállatkákkal (Tardigrada) és a féregatkákkal (Pentastomida). Az újabb kladisztikai kutatások eredményeként a három osztályt három különálló törzsbe sorolják (karmos féreglábúak, medveállatkák, illetve az ízeltlábúakon belül a rákok egy osztálya), bár ezt már a kladisztikus rendszerek kora előtt is gyanították (pl. Urania Állatvilág). Találtak egy kihalt, a karmos féreglábúakhoz anatómiailag rendkívül közel fosszilis fajt a földtörténeti ókorból (devon), egy még korábbi pedig a kambriumban lerakódott Burgess-palából került elő. Ez azt jelzi, hogy a karmos féreglábúak ősi lények, igazi élő kövületek.
Mintegy 120 fajuk jellemzően a trópusokon, egymástól távol eső területeken él, így:
- a Kongó vidékén,
- Patagóniában,
- a Himalája környékén,
- Közép- és Dél-Amerika trópusain,
- Ausztráliában és
- Új-Zélandon.

Ennek alapján (is) valószínűsíthető, hogy az egykori Pangea őskontinens mohaszőnyegein alakultak ki, de csak ezekben az elszigetelt foltokban maradtak fenn.

## Megjelenésük, felépítésük
Szárazföldi, hernyószerű állatok, testméretük 15 cm-ig terjed. Testük szelvényessége homonóm (egynemű). A fej 3 vagy 4, a törzs fajra jellemzően 14–44 szelvényből épül fel. A szelvények között olykor másodlagos gyűrűk fejlődnek. A fejükön egy pár gyűrűzött, mozgékony és összehúzható csáp nő. Minden szelvényükön 1 pár féregláb van. A féregláb emlékeztet a soksertéjűek (Polychaeta) csonklábára. Jellemzői:
- a törzzsel nem ízület kapcsolja össze, hanem széles talppal ül azon;
- nem ízelt;
- nincs saját izomzata, hanem izmai a törzs izmaiból származnak.

Ugyanilyen féreglábak a medveállatkák és a féregatkák végtagjai is, korábban ezért vonták egybe a három csoportot.
Nevüket arról kapták, hogy külsőleg gyűrűzött féreglábuk végén egy pár kemény, horgas, izmokkal mozgatható karmot viselnek. A „bársonyféreg” név arra utal, hogy bőrüket sűrűn borító, változatos méretű dudorok közül a nagyobbakból egy-egy szőrszál nő, és ez az állatka tapintását bársonyossá teszi.
Testüket vékony kutikula borítja, amely nemigen véd a kiszáradástól, így csak nedves helyeken élnek. Testfaluk háromrétegű bőrizomtömlő, amelynek izomelemei simák (simaizomszövet). Sok faj feltűnő színű, mintázatú: élénkkék, vörös és zöld foltos-csíkos.
Szájuk egy mély előtér, az átrium (atrium) mélyén foglal helyet, és két állkapocsból vagy rágóból áll. Két nyálmirigyük közös vezetéken torkollik a szájüregbe. Az átriumban van a szájszemölcs, amelyből a mirigyek váladékát fecskendezik ki. Maga a nyálka ragacsos, külsőleg tejszerűnek tűnő folyadék, amit olyan mennyiségben termelnek, hogy elérheti a teljes testtömeg egytizedét. A külső emésztéssel elfolyósított tápanyagot az izmos garat szívja fel. Gyomruk hosszú, utóbelük rövid.
Az erősen redukált testüregben az oldott anyagokat a testüregfolyadék szállítja, véredényrendszerük nincs. A testüregfolyadékot mozgató szívük hosszú cső, szelvényenként egy billentyűvel (ostium).
A rovarokhoz hasonlóan légcsőrendszerrel (tracheákkal) lélegeznek. Az elágazó trachearendszer a külső csíralemezből (ektoderma) fejlődött ki; nyílásai a kültakarón vannak. A nyílást belülről kutikula béleli, kitinlemezek, záróbillentyűk borítják el. A gázokat a csőrendszer végágaiban, a legvékonyabb légcsövecskékben cseréli. A primer, szekunder, tercier stb. légcsövek egyre vékonyabbak; a legvastagabbakat a fő légcsöveknek, légcsőtörzseknek nevezzük.
Kiválasztószerveik kétfélék: szelvényenkénti, mezodermális eredetű módosult vesécske és ektodermális eredetű csípőmirigyek. A csípőmirigyek is szelvényszervek, tulajdonképpen a korábban említett szájszemölcs is csípőmirigy. A csípőmirigyhez hasonlóan épülnek fel a nefridiumok (vesécskék). Ezeknek tölcsére, csillós nefridiális csöve és a féregláb alapjánál váladéktartálya van. A tartály kivezető csöve a féreglábnál nyílik.
Idegrendszerük primitív. A fejben található agy három dúcból áll. A leghátsó dúcból két erőteljes idegtörzs fut végig a törzs hosszában, az oldalsó testüregben. A két idegtörzset keresztben idegrostkötegek kötik össze. Gyűrűs csápjuk és egy pár hólyagszemük mellett még bőrérzéksejtjeik is vannak.

## Életmódjuk, élőhelyük
Nedves avarban, fakéreg alatt élnek; nappal rejtőzködnek, éjjel vadásznak: kisebb rovarokat, férgeket zsákmányolnak. Leendő áldozataikat hosszú csápjaikban integetve találják meg, majd kettős sugárban ráfecskendezik a nyálmirigyekben termelt, ragacsos anyagot. A ragacs levegőn azonnal megköt, és az áldozat belegabalyodik a módfelett ragadós fonalak szövevényébe. Ez a módszer nemcsak támadni jó, de az őket támadókat is megtorpanthatják vele. A zsákmányra bocsátott emésztőnedv elkezdi lebontani a testet.
Ha futnak, menekülnek, testüket a bőrizomtömlő hullámoztatja, miközben féreglábaikat pakolgatják.
Váltivarúak, az ivari dimorfizmus gyenge. Ivarnyílásuk elhelyezkedése rendszertani bélyeg. Egyes fajok petéi az anyaméhben fejlődnek, mások peterakók — ezeknek tojócsövük van. Posztembrionális fejlődésük közvetlen.

## Rendszerezésük
A törzsnek egyetlen ma élő osztálya van, az Onychophorida. Ennek egyetlen ma élő rendje az Euonychophora két családdal, amelyeket az ivarnyílások helyzete különböztet meg egymástól:

### Peripatidae család
Ivarnyílásuk az utolsó előtti lábpár között van. Lábpárjaik száma 22–43. Ismert faj az antillai őslégcsöves (Peripatus juliformis).

### Peripatopsidae család
Ivarnyílásuk az utolsó előtti lábpár mögött található. Lábpárjaik száma 13–25. Anatómiailag legtöbbet vizsgált faj a fokföldi őslégcsöves.

## Lásd még
- Hallucigenia